# Salt Lake City Stars
Salt Lake City Stars is een Amerikaanse basketbalclub uit West Valley City die uitkomt in de NBA G League. De club is in handen van de Utah Jazz.

## Geschiedenis
Nadat de Utah Jazz de club kochten in 2015 veranderde zij de Idaho Stampede die al sinds 1997 bestonden van naam en plaats in 2016. Hierdoor ontstond de Salt Lake City Stars die de spelers en toenmalige coach Dean Cooper meenamen. In hun eerste seizoen in Salt Lake City bereikte de club de play-offs niet. De Oostenrijker Martin Schiller werd aangesteld als nieuwe hoofdcoach. In zijn eerste seizoen haalden ze de play-offs opnieuw niet maar in het seizoen 2018/19 verloren ze in de eerste ronde van Oklahoma City Blue.
Het seizoen 2019/20 werd vroegtijdig stopgezet door de covidcrisis. Het seizoen erop werd Nathan Peavy aangesteld als hoofdcoach maar hij bereikte nooit de play-offs met de ploeg. In het seizoen 2022/23 werd de Canadees Scott Morrison hoofdcoach, hij bereikte wel de play-offs en in de kwartfinale werd er verloren van de Sioux Falls Skyforce. Het seizoen erop werd Steve Wojciechowski hoofdcoach, ook hij bereikte de play-offs met de ploeg maar verloor ook in de kwartfinale ditmaal van de Santa Cruz Warriors.

## Erelijst
- NBA G League Coach of the Year Award: Martin Schiller (2020)
- All-NBA G League First Team: Georges Niang (2018), Jarrell Brantley (2020), Kenneth Lofton Jr. (2024), Jason Preston (2024)
- All-NBA G League Second Team: Darius Bazley (2024)
- All-NBA G League Third Team:

## Resultaten
| Seizoen | Wins | Verlies | Play-offs    | Coach               |
| ------- | ---- | ------- | ------------ | ------------------- |
| 2016/17 | 14   | 36      |              | Dean Cooper         |
| 2017/18 | 16   | 34      |              | Martin Schiller     |
| 2018/19 | 27   | 23      | eerste ronde | Martin Schiller     |
| 2019/20 | 30   | 12      |              | Martin Schiller     |
| 2020/21 | 4    | 11      |              | Nathan Peavy        |
| 2021/22 | 9    | 23      |              | Nathan Peavy        |
| 2022/23 | 20   | 12      | kwartfinale  | Scott Morrison      |
| 2023/24 | 20   | 14      | kwartfinale  | Steve Wojciechowski |
| 2024/25 |      |         |              | Steve Wojciechowski |

## Bekende (oud-)spelers
| - Leandro Bolmaro - Josh Green - Stephaun Branch - Kyle Castlin - Udoka Azubuike | - Tre'Shaun Fletcher - Kenny Wooten - E.J. Anosike |